# Riserva della biosfera delle farfalle monarca
La Riserva della biosfera delle farfalle monarca è una riserva della biosfera situata nella parte orientale dello stato di Michoacán, anche se in alcuni tratti sfora nel territorio dello stato del Messico, nel Messico centrale.
Nel 2008 è stata inserita tra i patrimoni dell'umanità dell'UNESCO.

## Descrizione

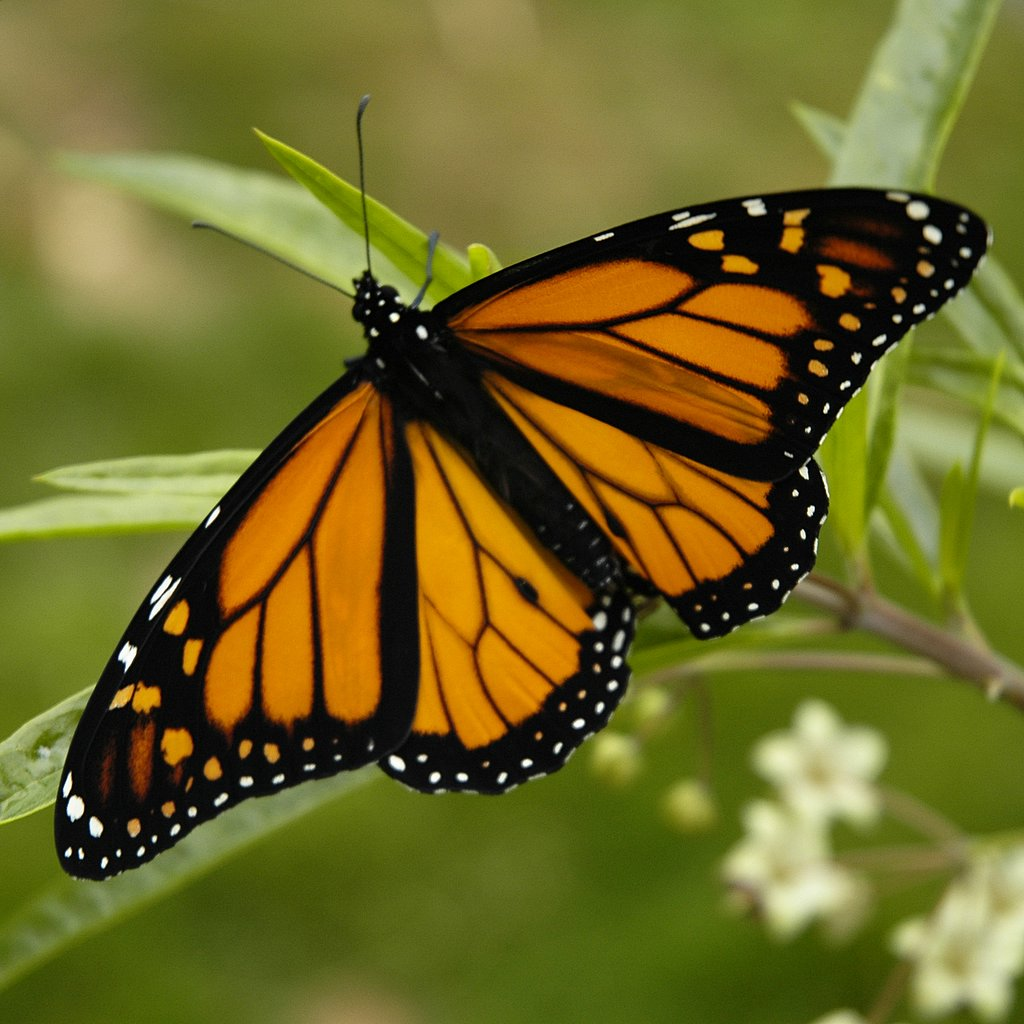
Un esemplare adulto di farfalla monarca

La riserva venne creata per proteggere l'habitat invernale delle farfalle monarca, e copre oltre 56.000 ettari di terreno.
Durante l'inverno 2007-2008, sono stati registrati dodici colonie o santuari di farfalle ettari, la stessa cifra dell'inverno precedente e sette volte quella del 2004-2005. Otto di queste dodici colonie si trovano all'interno del parco. Quattro di loro sono aperte al pubblico, e si tratta di:
- Sierra Chincua - nei pressi delle città di Tlalpujahua e Angangueo, a Michoacán
- La Mesa - vicino a San José del Rincón nello stato del Messico
- El Capulín - vicino a Donato Guerra e San Juan Soconusco nello stato del Messico
- El Rosario - vicino ad Ocampo a Michoacán

Gli altri santuari si trovano presso San José Villa de Allende e Ixtapan del Oro, e non sono promossi a livello turistico a causa del rischio di arrecare danno a queste farfalle.
Nonostante la riserva soffra ancora di numerosi problemi con le infrastrutture, soprattutto per alcune discariche e negozi nelle vicinanze, sono stati fatti molti miglioramenti, per la maggior parte nella riserva di El Rosario. Tra queste migliorie si trovano dei sentieri ben segnati, con pattuglie di ronda e gradini in pietra o cemento nelle parti più scoscese, per combattere l'erosione. Le escursioni a cavallo sono state soppresse a causa dell'erosione che causavano.
Durante l'inverno 2008-2009 è stato pianificato un censimento delle farfalle presenti, attraverso l'uso di piccoli adesivi che non impediscono il volo. L'obbiettivo è quello di determinare l'esatta rotta migratoria primaverile, che le spinge fino agli Stati Uniti ed al Canada.